# 淺間町
淺間町是奉天滿鐵附屬地的一個町。位於今天的中華人民共和國遼寧省瀋陽市和平區，在千代田通（今中華路）和北二條通之間，鄰接富士町和新高町。